# Waging am See
Waging am See település Németországban, azon belül Bajorországban. Lakosainak száma 7187 fő (2023. december 31.). Waging am See Traunstein, Wonneberg és Traunreut községekkel határos.

## Népesség
A település népessége az elmúlt években az alábbi módon változott:
| Lakosok száma | 775  | 1772 | 4790 | 5317 | 6523 | 6590 | 6812 | 6955 | 7082 | 7187 |
|               | 1875 | 1950 | 1975 | 1987 | 2012 | 2014 | 2016 | 2017 | 2021 | 2023 |